# Rod Dixon
Rodney Phillip Dixon, detto Rod (Nelson, 13 luglio 1950), è un ex mezzofondista e maratoneta neozelandese.

## Biografia
È stato un atleta di grande versatilità avendo gareggiato con successo nel corso della sua carriera dai 1500 metri alla maratona, oltre che nella corsa campestre. Insieme a John Walker e Dick Quax fece parte del trio di mezzofondisti neozelandesi che gareggiarono ai massimi livelli internazionali negli anni '70.
Dixon fu il primo dei tre ad affermarsi cogliendo la medaglia di bronzo ai Giochi olimpici di Monaco di Baviera 1972 nella gara sui 1500 m vinta dal finlandese Pekka Vasala davanti al keniota Kipchoge Keino, precedendo l'altro keniota Mike Boit. Nel 1974, ai Giochi del Commonwealth disputati a Christchurch, arrivò quarto nella gara dei 1500 m in cui Filbert Bayi stabilì il record mondiale.
Nel 1976, ai Giochi olimpici di Montréal, giunse quarto nella finale dei 5000 m vinta dal finlandese Lasse Virén, preceduto di soli 12 centesimi di secondo dal tedesco Klaus-Peter Hildenbrand che si tuffò letteralmente sul traguardo per conquistare la medaglia di bronzo. Nel 1984 partecipò alla sua terza Olimpiade gareggiando nella maratona, che concluse al decimo posto dopo che, l'anno precedente, aveva vinto la prestigiosa maratona di New York.
Al suo palmarès vanno aggiunte due medaglie di bronzo ai Mondiali di corsa campestre.

## Palmarès
| Anno | Manifestazione          | Sede         | Evento         | Risultato | Prestazione | Note                          |
| ---- | ----------------------- | ------------ | -------------- | --------- | ----------- | ----------------------------- |
| 1972 | Giochi olimpici         | Monaco       | 1500 m piani   | Bronzo    | 3'37"46     |                               |
| 1973 | Mondiali di cross       | Waregem      | Corsa seniores | Bronzo    | 36'00"      |                               |
| 1974 | Giochi del Commonwealth | Christchurch | 1500 m piani   | 4º        | 3'33"89     | Miglior prestazione personale |
| 1976 | Giochi olimpici         | Montréal     | 5000 m piani   | 4º        | 13'25"50    |                               |
| 1978 | Giochi del Commonwealth | Edmonton     | 1500 m piani   | Batteria  | 3'39"0      |                               |
| 1981 | Mondiali di cross       | Madrid       | Corsa seniores | 11º       | 35'30"      |                               |
| 1982 | Mondiali di cross       | Roma         | Corsa seniores | Bronzo    | 34'01"      |                               |
| 1984 | Giochi olimpici         | Los Angeles  | Maratona       | 10º       | 2h12'57"    |                               |
| 1988 | Mondiali di cross       | Auckland     | Corsa seniores | 117º      | 38'03"      |                               |

## Campionati nazionali
1971
- Oro ai campionati neozelandesi di corsa campestre - 40'27"

1977
- Oro ai campionati neozelandesi di corsa campestre - 40'56"

1978
- Oro ai campionati neozelandesi, 5000 m piani - 13'57"6

1979
- Oro ai campionati neozelandesi, 5000 m piani - 13'45"1

## Altre competizioni internazionali
1974
- 7º alla Brampton-Carlisle ( Carlisle), 10 miglia - 48'46"
- Oro all'ISTAF Berlin ( Berlino), 2 miglia - 8'17"6
- 4º ai Bislett Games ( Oslo), 1000 m piani - 2'17"2

1975
- Oro ai Bislett Games ( Oslo), 5000 m piani - 13'21"6
- Bronzo al Bauhaus-Galan ( Stoccolma), miglio - 3'53"62
- 4º all'ISTAF Berlin ( Berlino) - 4'00"4
- Oro al Weltklasse Zürich ( Zurigo), 1500 m piani - 3'39"99

1976
- Argento al Bauhaus-Galan ( Stoccolma), 5000 m piani - 13'21"16
- Oro all'ISTAF Berlin ( Berlino), 2 miglia - 8'29"0
- Oro ai Bislett Games ( Oslo), 1500 m piani - 3'36"1
- Bronzo al Weltklasse Zürich ( Zurigo), 1500 m piani - 3'38"78

1977
- Argento all'Athletissima ( Losanna), 1500 m piani - 3'41"2

1978
- Argento al Bauhaus-Galan ( Stoccolma), 5000 m piani - 13'17"37
- Oro al Memorial Van Damme ( Bruxelles), 5000 m piani - 13'21"8
- 4º ai Bislett Games ( Oslo), 3000 m piani - 7'41"1
- Bronzo all'Athletissima ( Losanna), 1500 m piani - 3'39"39

1979
- Oro ai Bislett Games ( Oslo), 5000 m piani - 13'18"64
- 5º all'Athletissima ( Losanna), 3000 m piani - 7'44"21

1980
- Oro alla Mezza maratona di Philadelphia ( Filadelfia) - 1h03'39"
- Oro alla Virginia Ten Miles ( Lynchburg), 10 miglia - 46'51"
- Oro alla Falmouth Road Race ( Falmouth), 11,265 km - 32'20"
- Oro alla Labor Day 10 km ( Baton Rouge) - 28'45"
- Oro alla Saucony Share the Road ( Filadelfia) - 29'35"
- Oro alla Gemutlichkeit Bier Fest ( Adamstown) - 30'42"
- Oro alla The Runner Brooks Midnight ( New York), 8 km - 22'33"

1981
- Oro alla Mezza maratona di Philadelphia ( Filadelfia) - 1h02'12"
- Oro alla Virginia Ten Miles ( Lynchburg), 10 miglia - 46'50"
- Oro alla Falcon Classic Pro/Am ( Alhambra), 15 km - 43'13"
- Oro all'Omni Freedom Trail ( Boston), 12,875 km - 36'42"
- Argento alla Falmouth Road Race ( Falmouth), 11,265 km - 32'16"
- Argento alla Peachtree Road Race ( Atlanta) - 28'11"
- Oro alla Natural Light Autumn Run ( Myrtle Beach) - 28'13"
- Oro alla Coliseum Mall ( Hampton) - 28'13"
- 9º alla Crescent City Classic ( New Orleans) - 28'38"
- Oro alla Beverly Hills Perrier ( Beverly Hills) - 28'38"
- Oro al Pepsi Challenge ( Los Angeles) - 28'43"
- Oro alla Saucony Share the Road ( Filadelfia) - 29'13"
- 14º al Runner's World Invitational ( Palo Alto), 8 km - 23'00"

1982
- Oro alla Maratona di Auckland ( Auckland) - 2h11'21"
- Bronzo alla Cascade Run Off ( Portland), 15 km - 43'33"
- Oro alla Bay to Breakers ( San Francisco), 12 km - 35'08"
- Bronzo alla Falmouth Road Race ( Falmouth), 11,265 km - 32'17"
- Oro alla Beverly Hills Perrier ( Beverly Hills) - 28'32"
- Oro al Pepsi Challenge ( Filadelfia) - 29'20"
- Oro al Pepsi Challenge ( Tulsa) - 29'39"
- Oro alla Gemutlichkeit Bier Fest ( Adamstown) - 30'52"
- Argento al Pepsi Challenge ( Park City) - 32'20"

1983
- Oro alla Maratona di New York ( New York) - 2h08'59"
- Oro alla Virginia Ten Miles ( Lynchburg), 10 miglia - 47'12"
- Oro all'Omni Freedom Trail ( Boston), 12,875 km - 37'31"
- Oro alla Bay to Breakers ( San Francisco), 12 km - 35'01"
- Oro all'Asbury Park Classic ( Asbury Park) - 29'03"

1984
- 6º alla New Haven Road Race ( New Haven), 20 km - 1h01'36"
- Oro all'Omni Freedom Trail ( Boston), 12,875 km - 37'17"
- Oro all'Hamilton Lakes Oktoberfast ( Itasca), 12 km - 35'30"
- Bronzo alla Bay to Breakers ( San Francisco), 12 km - 36'11"
- Argento alla Beverly Hills Perrier ( Beverly Hills) - 29'12"
- Bronzo all'Orange Classic ( Middletown) - 29'30"

1985
- Oro alla Chicago Distance Classic ( Chicago), 20 km - 59'39"

1986
- Bronzo alla Maratona di Los Angeles ( Los Angeles) - 2h14'48"
- 12º alla Bay to Breakers ( San Francisco), 12 km - 36'57"
- 11º alla Pepsi Vulcan Run ( Birmingham) - 30'11"

1987
- 9º alla Bay to Breakers ( San Francisco), 12 km - 36'42"

1988
- 12º alla Maratona di Los Angeles ( Los Angeles) - 2h15'45"
- 9º alla Bay to Breakers ( San Francisco), 12 km